# رابط ایکس‌ال‌آر
رابط ایکس ال آر(XLR) نوعی رابط الکتریکی است که بیشتر در زمینه صدا و بازی نور حرفه ای(کنسرت و غیره) مورد استفاده قرار می‌گیرد.

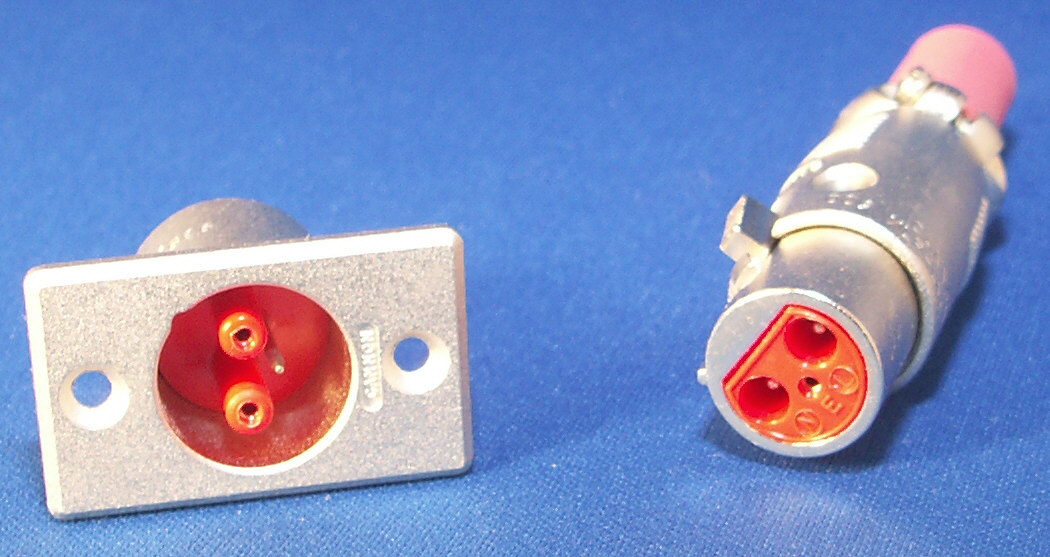
رابط پین دارنر و مادگی ایکس ال آر-لاین که برای اتصالات معمولی خانگی به کار می‌رود.
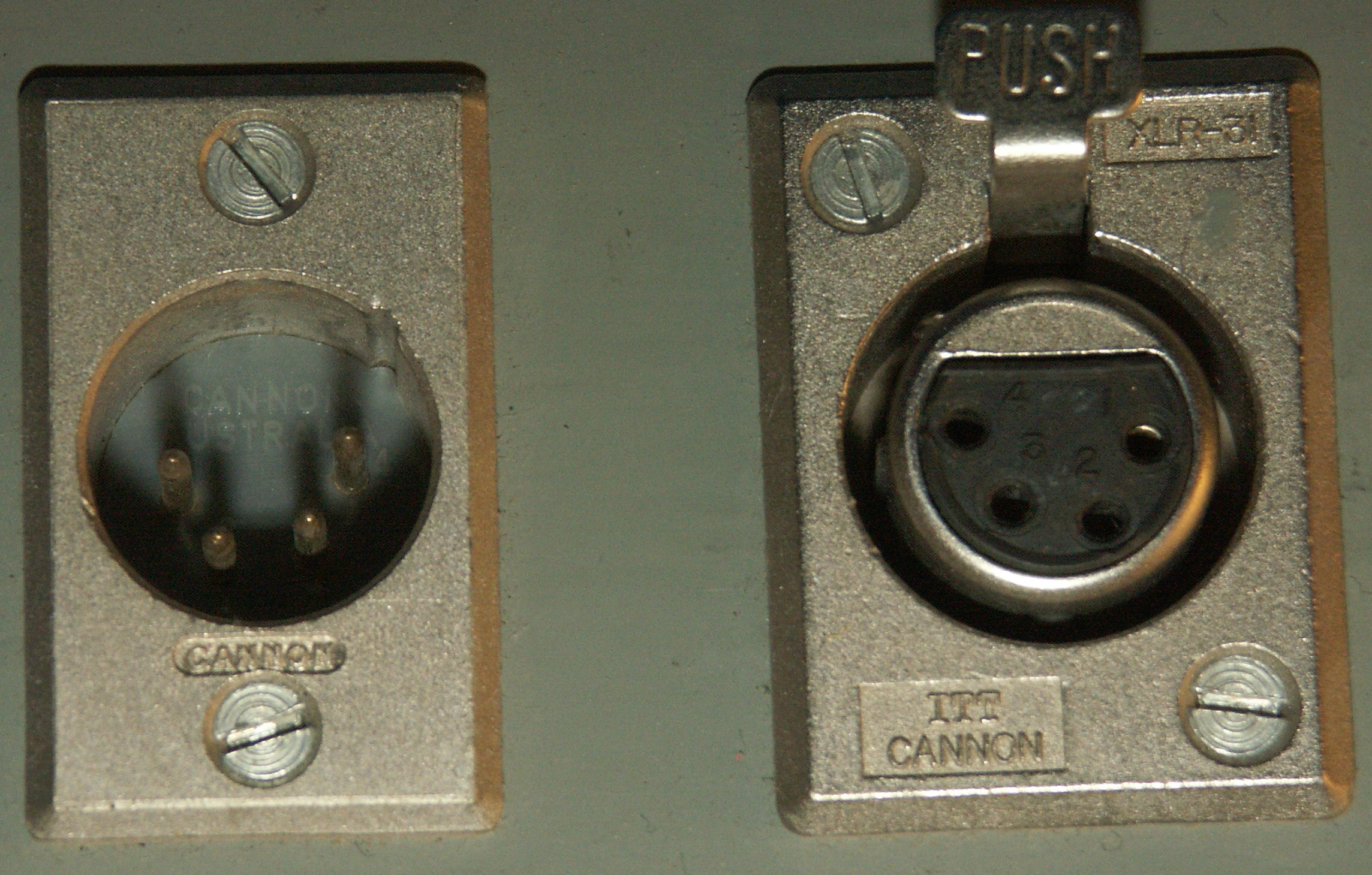
رابط جلویی مادگی و نر ایکس ال آر۴
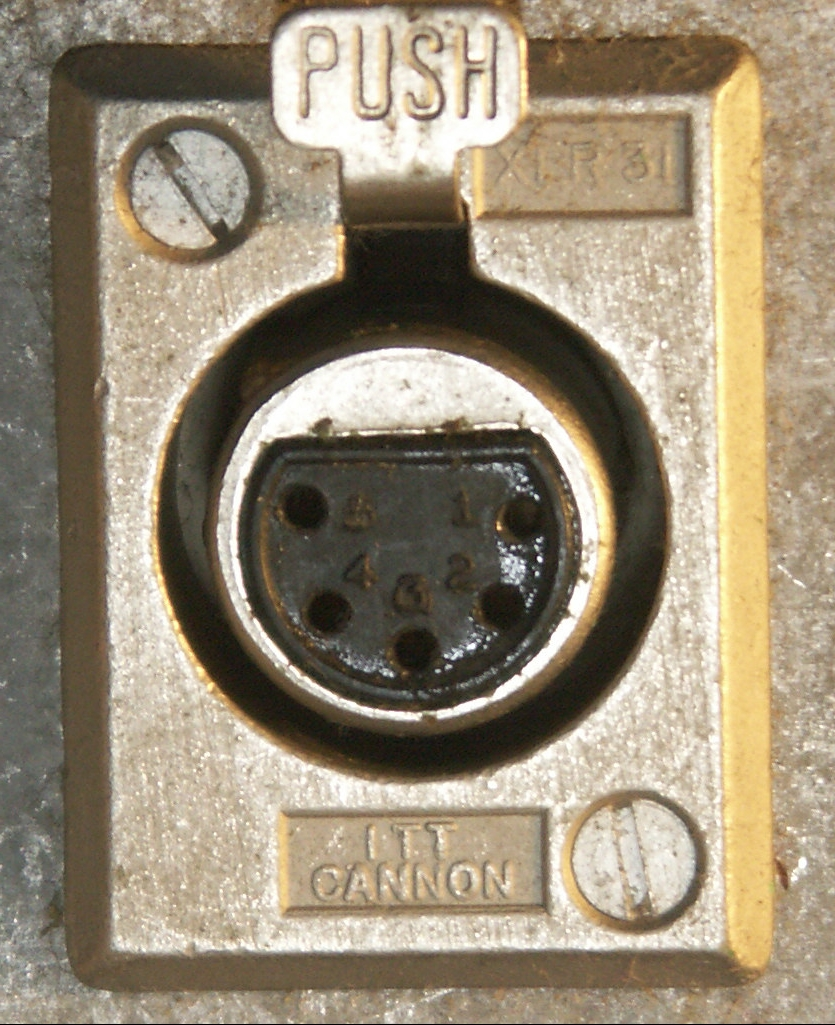
رابط جلویی مادگی ایکس ال آر۵
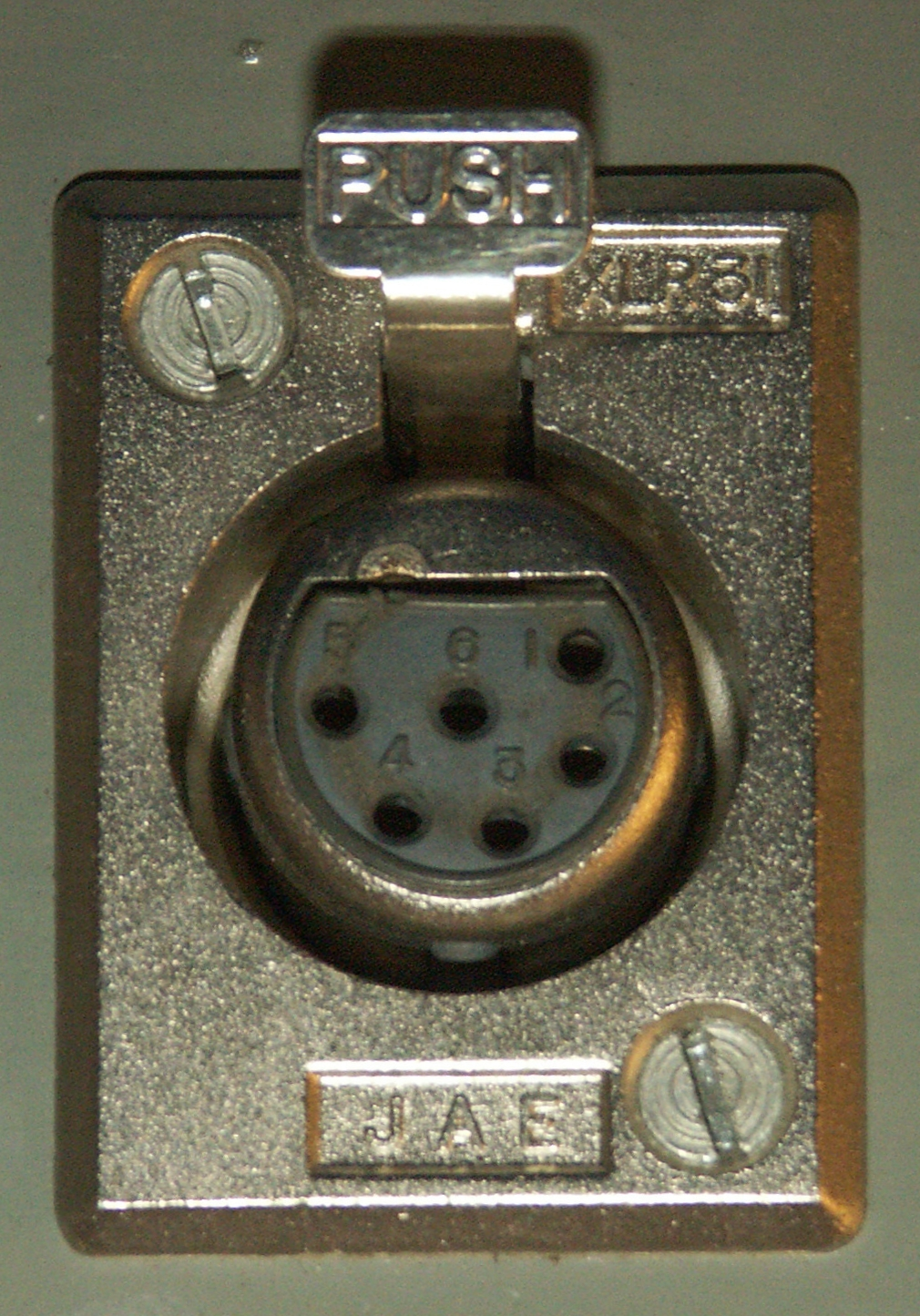
رابط جلویی مادگی ایکس ال آر ۶